# Ларамани
Ларамани (алб. Laramanët) израз је који се на албанском односи на криптохришћане који су се званично придржавали ислама, али су наставили да практикују хришћанство у домаћинству током османске власти. Израз је изведен из албанског придјева i larmë, који значи „шарен, пјегав, дволичан”, метафора за „двовјерје” (l'arë), референца на ларамане који слиједе и хришћанство (тајно) и ислам (формално).
Феномен је био широко распрострањен у средњој и касној османској ери међу сјеверним и јужним Албанцима, а настао је након половичних преобраћања у контексту противхришћанског прогона, да би се избјегло плаћање пореза и да би се стекле предности као што је запошљавање у влади. Док је Православна црква обично толерисала криптохришћане у својој пастви, став Католичке цркве је варирао у зависности од мјеста и времена између допуштања свештеницима да тајно посјећују домове ларамана и категоричног одбијања сваког ко се назива муслиманом у јавним светим тајнама. Правно, османска држава је ларамане сматрала муслиманима према милетском систему по којем су грађани различитих конфесија постојали у различитим правним категоријама. Поједини ларамани су често имали два имена, једно муслиманско и хришћанско, а виђени су као мјешавина хришћанских и муслиманских обреда.
Временом су многе лараманске заједнице постале потпуно муслиманске. У 19. вијеку различите лараманске заједнице, нарочито криптокатолици на Косову, отворено су се изјашњавали о свом хришћанству, и захтијевали су да их османска држава поново правно призна као хришћане. Иако је у неким случајевима овај захтјев био одобрен, ларамани из Стубле код Витине су били прогањани када су одбили да се врате у ислам и депортовани су у Анадолију, све док османске власти нису дозволиле њихов повратак под притиском великих сила. У неким дијеловима Косова и средње Албаније, постојале су заједнице које су остала лараманске у 20. вијеку, а у 21. вијеку забиљежени су случајеви на Косову и Метохију гдје су се појединци који тврде да су ларамани формално придружили (или „вратили”) католичкој заједници.
Данас, феномен ларамана је остао непотпуно схваћен. Док неки стручњаци, као и црквени званичници, сматрају да су ларамани остали у потпуности хришћани према вјеровању и да ислам исповиједају због потребе, док су други указали на практична разматрања која подупиру овај феномен. Други су примијетили постојање појединаца који су подједнако исповиједали и хришћанство и ислам. Лараманско наслијеђе на Косову и Метохији симболизује перцепцију „западног” идентитета упркос интеграцији у „источни” османски систем.

## Историја
Током 1600-их, Османлије су организовале усаглашену кампању исламизације која се иначе није примјењивала у остатку Балкана, како би осигурали лојалност побуњеног албанског становништва. Иако је било извјесних случајева насилног преобраћања, обично се то постизало економским подстицајима — нарочито је повећан порез намијењен хришћанима. Док је порез наметнут албанским хришћанима током 1500-их износио око 45 акчи, средином 1600-их је износио 780 акчи.
Преобраћање у ислам је такође помогло тешко стање Католичке цркве у том периоду, која није имала довољно особља са често неписменим свештеницима. Док су у првој деценији 17. вијека средња и сјеверна Албанија остале чврсто католичке (према извјештајима Ватикана, муслимана у сјеверној Албанији није било више од 10%), до средине 17. вијека 30—50% сјеверне Албаније се преобратило у ислам, док је до 1634. већи дио данашњег Косова и Метохије такође прешао у ислам. Након неуспјеле млетачке завјере да се заузме Скадар уз помоћ мјесних католика 1645. услиједио је талас прогона католика који је довео до већег броја превјеравања, као и бјекства албанског становништва у млетачку Далмацију. Након што је османска војска сломила још један промлетачки устанак 1649, услиједио је нови талас прогона и отпадништва, а католички мисионари су приморани да напусте територију данашње Албаније.

### Криптокатолицизам
За вријеме брзог опадања броја албанског католичког становништва услијед преласка у ислам, појавио се криптокатолицизам. Први конкретни докази о криптохришћанству код Албанаца датирају из 1610, иако су сигурно постојали и прије тога. Доказима је свједочио барски надбискуп Марин III Бици, који је имао јурисдикцију над Албанијом, који је посјетио село Калевач код Драча и извијестио да је шеснаест кућа у селу „муслиманских”, али да су ипак имали свештеника, јер су све жене биле хришћанке. Бицију је пришао човјек који је исповиједао ислам, али му је рекао да у свом срцу још увијек држи хришћанску вјеру, и да жели да живи и умре у њој. Бици је примијетио да је ово био један од многих таквих случајева, а на османским територијама то је прије свега било распрострањено у Албанији, гдје су се читава села одметнула да би избјегла плаћање пореза.
Малколм биљежи један извјештај фра Керубина из 1637, који је био дио фрањевачке мисије, у којем биљежи домаћинство у којем су практиковани католицизам, ислам и православље, и да су племенски (фис) и други породични односи били друштвено важнији од религијских разлика, са разним племенима укључујући Краснићије, Тачије и Берише. Током тридесетих и четрдесетих година 20. вијека, и даље је постојао значајан број проширених албанских домаћинстава на Косову мјешовите католичке и муслиманске вјере; на празнике, католици су се традиционално уздржавали од конзумирања свињетине или вина из обзира према својој муслиманској браћи, али су и једни и други пили ракију.

#### Став Католичке цркве
Скенди биљежи да је неко вријеме питање да ли треба давати свете тајне лараманима изазвало „акутну полемику” унутар црквене јерархије. Напомиње да су неко вријеме узастопни скопски надбискупи сматрали да свештеницима треба дозволити да свете тајне дају и лараманима и да им пружају „сву помоћ која им је потребна”.

##### Албански црквени сабор
Ђовани Франческо Албани је постао папа Климент XI 1700, био је албанско-италијанског поријекла и веома заинтересован за добробит својих католичких албанских сродника, а постао је познат и по томе што је сачинио Illyricum sacrum. У страху да ускоро више неће остати католика у његовој албанској прапостојбини, сазвао је Албански црквени сабор (алб. Kuvendi Kishtar i Arbërit) како би пронашао начине да спријечи даљу апостазу у Албанији и сачува католицизам у земљи. Покрајински црквени сабор се састао у Љешу у сјеверној Албанији 1703, да би коначно одлучио о допуштењу светих тајни лараманима. Сабор (алб. Kuvend) је наредио да они који су се споља понашали као муслимани, али су приватно били хришћани — посебно они који су јавно јели месо у дане поста и носили очигледна муслиманска имена — морају јавно да се одрекну ислама и искажу своје хришћанство, иначе би им било забрањено да примају свете тајне.

##### Папа Бенедикт XIV
Апостолски визитатор Николић је 1743. извијестио папу Бенедикта XIV о стању „цркве Србије”, за коју Скенди примјећује да је била територија призренске и скопске бискупије, и „на различите начине повезана са ужом Албанијом”, тим прије што је становништво било углавном албанско и било под јурисдикцијом Бара. Николић је напоменуо да у „Србији и Албанији” има на хиљаде „тајних католика” и да иако су се покрајински синоди и Света конгрегација за ширење вјере сложили да такви католици не могу да учествују у светим тајнама, бискупи и мисионари им то и даље дозвољавају. Николић се плашио да ће их ситуација на крају „срцем и душом” окренути исламу, и тражио од папе да изда наредбу chiaro e chiarissimo да се таквим хришћанима ускрате свете тајне; папа Бенедикт XIV је то учини 2. фебруара 1744. године. Без обзира на то, папин декрет је дозволио свештеницима да крсте дјецу криптохришћана, нарочито пред смрт.

#### Западна Македонија
Фетва којом је предвиђена оштра казна за оне који су споља исповиједали ислам, али су тајно наставили да буду хришћани издата је 1568. године.

#### Сува Река
Грегор Мазреку из католичке мисије у Призрену извијестио је 1650. да је свих 160 хришћанских кућа Суве Реке постало муслиманско, док је 36—37 жена остале хришћанке, а мјештани су му рекли да „у нашим срцима ми смо хришћани; само смо промијенили имена [тј. усвојили муслиманске имена] да не бисмо плаћали порезе који су наметнули Турци”. Мјештани су Мазреку рекли да желе да тајно дође код њих ради исповијести и причешћа. Наводно, исламизовани католици су се вјенчали само са хришћанкама, јер нису жељели да „хришћанско име” нестане из њихове куће.

#### Велики турски рат
Током Великог турског рата (1683—1699), албанске католичке вође Петар Богдани и Тома Распасани окупили су Албанце католике и муслимане из Скопског и Призренског санџака ради проаустријске ствари, а помогли су и млетачком генералу Данијелу Делфину. Оштре репресалије услиједиле су након повлачења аустријске и млетачке војске. Велики број католика је побјегао на сјевер гдје су многи „умрли, неки од глади, други од болести” недалеко од Будимпеште. Послије сеобе Срба 1690, пећки паша је приморао Албанце католике на сјеверу Албаније да се преселе у празне равнице јужне Србије и приморао их да тамо пређу на ислам.

#### Витина
Албанска криптокатоличка заједница ларамана постојала је у Летничкој жупи, са средиштем у Стубли код Витине. Заједница је настала од Албанаца католика са сјевера Албанске висоравни који су се доселили на Косово почетком 18. вијека, који су се преобратили у ислам да би осигурали бољи положај у односу на мјесне Србе. Према албанским католичким свештеницима и црквеним историчарима, они су били само формално муслимани, који су се превјерили да би избјегли репресалије или плаћање хришћанског пореза (џизија итд.).
Напори да се заједница врати католицизму почели су 1837; међутим, тај напор је насилно угушен — мјесни османски паша је затворио ларамане. Након што је велики везир признао криптокатолике у Призрену, Пећи и Ђаковици 1845, 25 ларамана из Летничке жупе је отишло у Гњилане да убиједе пашу и кадију да их признају као католике; паша је то одбио и покушао да их убиједи да се предомисле. Када су рекли да су у ствари католици, затворио их је у Скопљу и Константинопољу.
Неколико мјесеци касније, вратили су се са званичним ферманом којим су признати као католици, али су поново затворени.  Пошто се муслиманска елита на Косову плашила да би њихов прелазак на католицизам могао имати домино ефекат. Као средство одвраћања, они су депортовани у зиму и прољеће 1845. и 1846. у Анадолију, гдје су многи умрли.
Враћени су домовима у новембру 1848. након дипломатске интервенције великих сила. Танзиматске реформе 1856. побољшале су ситуацију и није пријављена никаква озбиљна злоупотреба. Највећи дио враћања ларамана отвореном католицизму догодио се између 1872. и 1924. године.  Скопски бискуп словеначког поријекла Јанез Франчишек Гнидовец (1924—1939) уложио је енергију у то подручје и изградио цркву у Дунаву, криптокатоличком средишту на Црној гори; штавише, мјесни католици су настојали да помогну преосталим лараманима и њиховом формалном превјеравању у католицизам. Потешкоће су настале због противљења како мјесних муслимана, тако и југословенских власти.
Данас постоје католичких потомци оних ларамана који су преживјели депортацију у Анадолију, који живе у Стубли и њеној околини. Многи од њих су препознатљиви под исламским презименима. Као дио заоставштине ларамана, Албанке католкиње у Стубли и даље носе димије, харем панталоне које обично носе само муслиманке, поред осталих „муслиманских” навика.

#### Метохија
У касном османском периоду, у Пећи су живјели криптокатолици.
Средином 18. вијека, криптокатолици су били распрострањени нарочито око Пећи, Ђаковице и Призрена. Дио криптокатолика у Пећи, Ђаковици и Призрену велики везир је званично признао као католике 1845. године.

### Криптоправославље
Крајем 17. и почетком 18. вијека, нарочито након бројних устанака, укључујући и устанак током Великог турског рата и каснијих сукоба са православном Русијом, османски владари су чинили координисане напоре да превјере Албанце православце у јужној и средишњој Албанији (као и у околним регијама). Као и на сјеверу, превјеравање је остварено разним насилним, принудним и непринудним средствима, али главни фактор су били повећани порези.

#### Сулова
Криптоправославље је постојало у и око Драгота унутар Сулове (Елбасански округ) до раног 18. вијека, након чега су становници постали муслимани, како у пракси, тако и по имену. Само село Драгот је у потпуности преобраћено у ислам почетком 18. вијека.

#### Тропоја
У Тропоју су криптохришћани који нису били католици, него православци постојали до краја 18. вијека. У Тропоју је и данас опстала бројна католичка мањина.

#### Шпати
У области Шпати у Елбасанском округу, установљено је и опстало криптоправославље. Присуство криптохришћана може се открити по нескладу између статистике османских власти и Патријаршије: Патријаршија је бројала 38 хришћанских села и пет муслиманских, док су Османлије бројале 20 муслиманских. Криптоправославци би често имали два имена, као што је био случај са Јосифом Ћосјом (православно име), албанским криптохришћанином из Шпатије, који је био познат и као Исуф Ћосја (муслиманско име). Посљедњи трагови криптохришћанства примијећени су послије Првог свјетског рата, а нестали су до Другог свјетског рата.

#### Чамерија
Процес исламизације Чама (становници Чамерије) започет је у 16. вијеку, али је достигао велике размјере тек у 18. и 19. вијеку. Према попису становништва (дефтеру) из 1538, становништво ове регије било је скоро у потпуности православно, а само мањина, процијењена на мање од 5%, прешла је у ислам. Главни подстрекач за почетак масовних превјеравања у регији биле су драконске мјере које су Османлије усвојиле послије два безуспјешна мјесна устанка, у којима су учествовали и хришћани и муслиманска (тадашња) мањина. Након устанака, османске паше су утростручиле порезе за немуслиманско становништво, јер су сматрали да је православни елемент стална пријетња. Други разлог превјеравања је одсуство литургијских обреда. Први талас превјеравања почео је у 18. вијеку, међу сиромашним земљорадницима. Ратови у 18. и раном 19. вијеку између Русије и Османског царства негативно су утицали на регију. Услиједило је повећано превјеравање, често изнуђено. Током читавог 18. вијека муслимани су још увијек били мањина међу Албанцима у регији, а већина су постали тек у другој половини 19. вијека. Процјене засноване на дефтеру из 1875. проказују да су Чами муслимани у броју надмашили Чаме православце.
Међутим, у великом броју случајева само је једна особа, најчешће најстарији муслимански члан породице, прешла у ислам, да не би плаћала порез, док су сви остали чланови остали хришћани. Као исход, историчари тврде да су Чами били или хришћани или криптохришћани још у првој половини 19. вијека. Током друге половине вијека, већина Чама је постала потпуно исламизована и криптохришћанство престаје да постоји.

## Извјештаји о савременим лараманима

### Стубла и Црна гора
У планинском залеђу Црне горе са средиштем у Стубли код Витине, и даље живе ларамани. Ларамана у овој области и данас има у „забаченим и скоро напуштеним засеоцима”. Одлучили су да се у овим просторима не врате отворено католицизму, због традиционалних брачних веза са муслиманским племенима. Већина ларамана који су првобитнo живјели у овим удаљеним областима на крају се преселила у равнице и постала или потпуно католичка или потпуно муслиманска, чешће бирајући преовлађујућу религију мјеста у које су се преселили.

### „Превјеравање” у 21. вијеку
Било је извјештаја да су Албанци у Клини и околини, као и у Ругови, Дреници и на југу Косова, прешли у католицизам и потврдили лараманско наслијеђе, у којим су католичку вјеру одржавале и преносиле њихове мајке, ћерке и сестре, а Рамазан је прослављан уз Божић и Васкрс. У Кравосерији код Суве Реке, средишту многих који су се „вратили”, изграђена је нова црква 2005. године. Муслиманска заједница протестовала је против приједлога да се изгради нова црква у Лапушнику, ради потребе преобраћеника. Од 2008, нова црква се градила и у Клини да би служила „преобраћеницима” (који се не идентификују као „преобраћеници”, тврдећи да су имали католичко наслијеђе које је једноставно било скривено). Мјесни католички свештеник Дон Шан Зефи каже да Католичка црква није тражила преобраћенике, него да су га косметски Албанци контактирали, а он је 2008. изјавио да има „десетине села” која желе да се преобрате.
Дискурс о тренду је био помијешан. Преобраћеници често наводе лараманско наслијеђе, или барем везу предака са католицизмом, као и неки албански академици и свештенство на ту тему, као што су Дон Шан Зефи и Луш Ђерђи. Албертини примјећује да су преобраћеници примијетили и да „западне земље не воле муслимане”, док су истовремено тражили подршку и заштиту од Запада. Такође тврди да је „’криптокатоличка’ рута дјелимично ’измишљена традиција’ — добра за оправдавање потребе за ’идентитетским крштењем’ више него за ’културним крштењем’”, истовремено напомињући и улогу дјелотворности „социјално-хуманитарне католичке машине”. Главни муфтија Исламске заједнице Косова Наим Тернава противио се градњи нових цркава, као и новој катедрали у Приштини. Историчар Јахја Дранколи феномен приписује комбинацији жеље за повратком својим коријенима, као и жељи да се демонстрира „евроатлантска” оријентација.

## Савремени дискурс
У бројним научним радовима када се расправља о лараманима углавном се држе приче које подржавају ларамани и свештенство по којој постоји „континуитет” криптокатоличке праксе на Косову, у којој су лараманске заједнице симулирале муслимански идентитет, задржавајући неискварени католички идентитет у свом дому, укључујући неодлазак у џамију, одлазак у цркву, позивање свештеника у своје домове, прослављање важних хришћанских празника и крштење дјеце. Лараманство је, у том смислу, било одговор на османски прогон хришћана и приморавање на невољан прелазак у ислам. Дејзингс, међутим, сумња да је криптохришћанска традиција дјелимично „поново измишљен” идентитет. Сумња да је лараманство постало „застарјело” у Црној гори (Летничкој жупи) због недостатка свештеника и цркава почетком 19. вијека у том крају и пита се колико је заправо католички идентитет био заступљен међу становницима Стубле прије њиховог „мучеништва”. Сугерише да су се многи од њих изјашњавали као католици више због избјегавања војне службе, а „криптохришћанска” пракса је постала одрживија након што је Католичка црква поново успоставила стабилно присуство на том подручју крајем 19. вијека. Скенди у међувремену напомиње да „постоји могућа забуна између криптохришћанства и несавршеног муслиманског преобраћења у којем преобраћеници задржавају барем трагове своје претходне религије”, примјећујући претходне напомене Р. М. Докинса у аналогним случајевима везаним за Валахаде у Грчкој, у којим је постојала „мјешовита религија… нема доказа да нису подједнако вјеровали у оба елемента”.
Малколм вјероватно примјећује посебан феномен религиозног амфибијанизма, посебно вриједан пажње онај на Косову, гдје су породице мјешовитих религиозних опредјељења практиковале обје религије. Такве ситуације су често настајале кроз превјеравање једног члана породице, али не и других, или кроз међувјерске бракове. Ипак, такви случајеви су често довели до ситуационог криптохришћанства, гдје су католички чланови породице често имали и католичка и муслиманска имена, и користили су своје интимно познавање ислама да се претварају да су муслимани када су далеко од куће како би имали користи од вишег друштвеног положаја и привилегије дате муслиманима у османском систему. Такве праксе биле су уобичајене посебно у Великој Малесији. Малколм такође примјећује случајеве гдје су породице криптохришћана на Косову заправо постале двоконфесионалне, искрено практикујући обје вјере.
Бројни научници објашњавају ширење бекташког суфијског реда међу Албанцима дјелимично зато што је дозволио себи да буде средство за изражавање криптохришћанских вјеровања и ритуала. Бекташијство је муслимански пантеистички дервишки ред (тарикат) за који се сматра да је настао у 13. вијеку у пограничној регији Анадолије, гдје су хришћанство, ислам и паганизам коегзистирали, дозвољавајући инкорпорацију сличних паганских и мјесних немуслиманских вјеровања у популарни ислам, што је олакшало процес превјеравања у нове муслимане. То је била званична наредба османских јањичара, који су је, изгледа, увели у Албанију, гдје је постала секта за мјесно становништво и раширила се као нигдје на Балкану. Сматра се да је велика експанзија бекташијства у јужној Албанији настала од почетка 19. вијека под утицајем Али-паше Јањинског који је владао регијом у којој су живјели хришћани и муслимани.
Гер Дејзингс примјећује употребу ларамана, нарочито „Мученици из Стубле” у албанском национализму да би се појачао осјећај пркоса и „одбране Албаније” под османском окупацијом. У савременом добу, косметски Албанци су показали интересовање и позивали се на албанско хришћанско поријекло и наслијеђе, нарочито лараманско наслијеђе, које је искориштено како би Албанце представило као Европљане, иако су муслимани.